# Borić (Ban)
Borić (Borič, Bogir, Boricius,* ?, Anfang des 12. Jahrhunderts; † ?, nach 1163) war der erste namentlich bekannte Ban Bosniens. Er war von 1150 bis 1163 an der Macht.

## Leben und Wirken

### Herkunft
Borić stammte aus der Umgebung von Grabarje in der Gespanschaft Požega in Slawonien. B. Nedeljković nahm auf der Grundlage venezianischer Falsifikate an, dass Borić aus Hum stammte.

### Wirken
Ban Borić wird 1154 als Verbündeter des kroatisch-ungarischen Königs Géza II. im Krieg gegen den byzantinischen Kaiser Manuel I. Komnenos erwähnt. Im Kampf um den Thron in Ungarn nahm er an der Seite der Gegner von Gézas Sohn Stephan III. teil, welcher ihn 1163 stürzte. Nach diesem Ereignis wird Borić in Quellen nicht mehr erwähnt. Seine familiären Besitztümer befanden sich in der Nähe von Brod, sie überschritten auch das rechte Ufer der Save; in dieser Region werden ab dem 13. bis zum 15. Jahrhundert seine Nachfahren (generatio Borich bani) erwähnt. Nach seinem Sturz lebte und starb er auf seinem feudalen Landbesitz in Nordkroatien. Von Borićs Geschlecht stammen die slawonischen Adligen der Berislavići ab.
Dem katholischen Templerorden schenkte er den Besitz Esdel Zdelja (Zdelica bei Most in der Podravina); dies wurde 1209 durch Andreas II. bestätigt.

### Kinder und Nachfahren
Seine Söhne Stjepan und Pavao werden 1250 erwähnt.
Seine Verwandten bekamen vor 1337 das Recht, einen eigenen Kapitän (kapetan) aufzustellen. Sie übten auch das Amt des Gespans von Požega aus. Der letzte bekannte Kapitän aus Borićs Stamm names Nikola wird 1349 erwähnt.
Laut Kroatischer Enzyklopädie wird angenommen, dass die Kotromanići ebenso mit Borić verwandt waren und aus dem gleichen Gebiet stammten.